# Nasarow-Nunatakker
Die Nasarow-Nunatakker (russisch Нунатаки Назарова Nunataki Nasarowa) sind eine Gruppe von Nunatakkern im westantarktischen Queen Elizabeth Land. In der Neptune Range der Pensacola Mountains ragen sie nordöstlich des Elmers-Nunataks auf. 
Russische Wissenschaftler benannten sie. Der Namensgeber ist nicht überliefert.